# Knotwilg

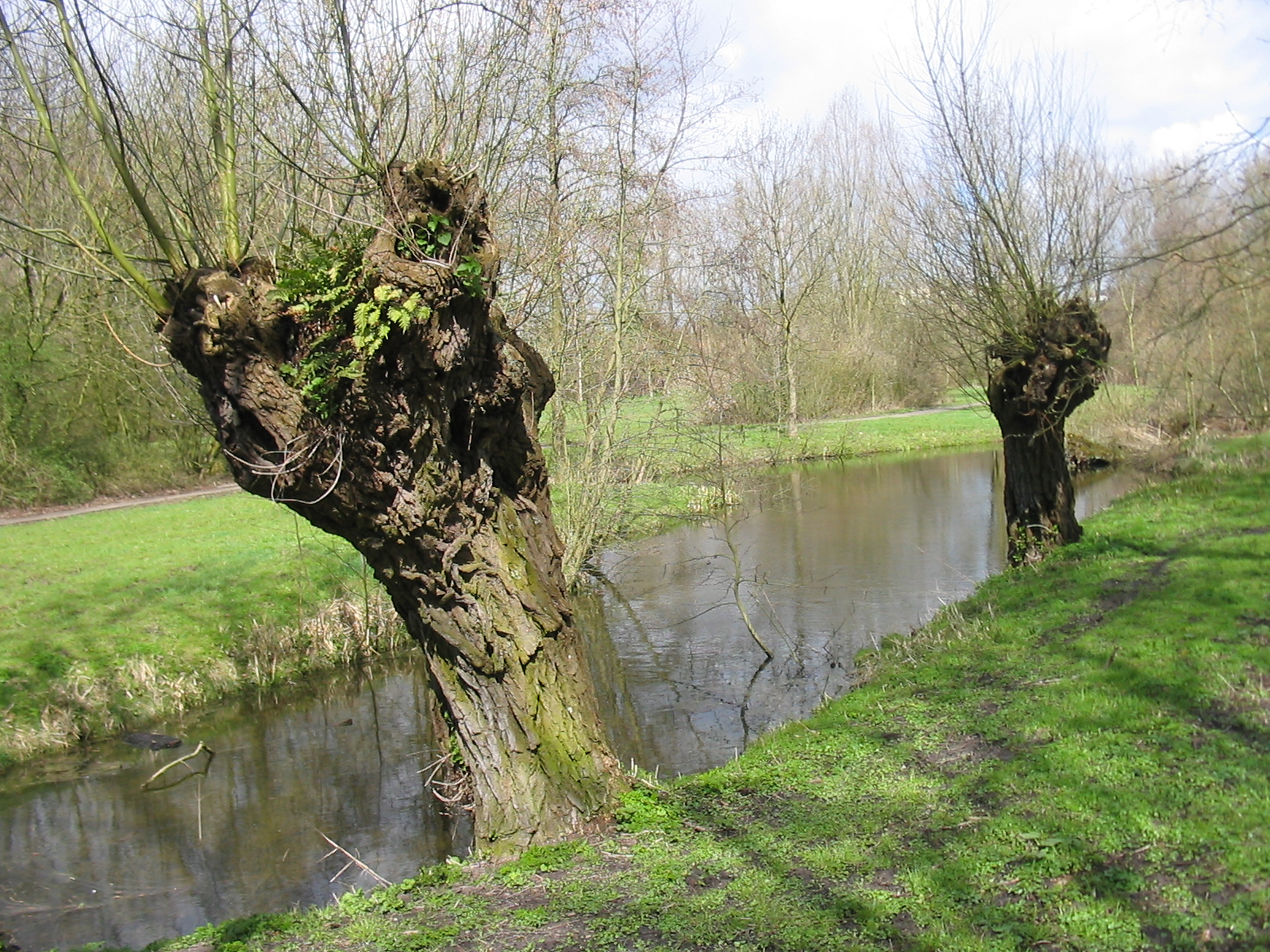
Knotwilgen in Park Oudegein in Nieuwegein bij Utrecht

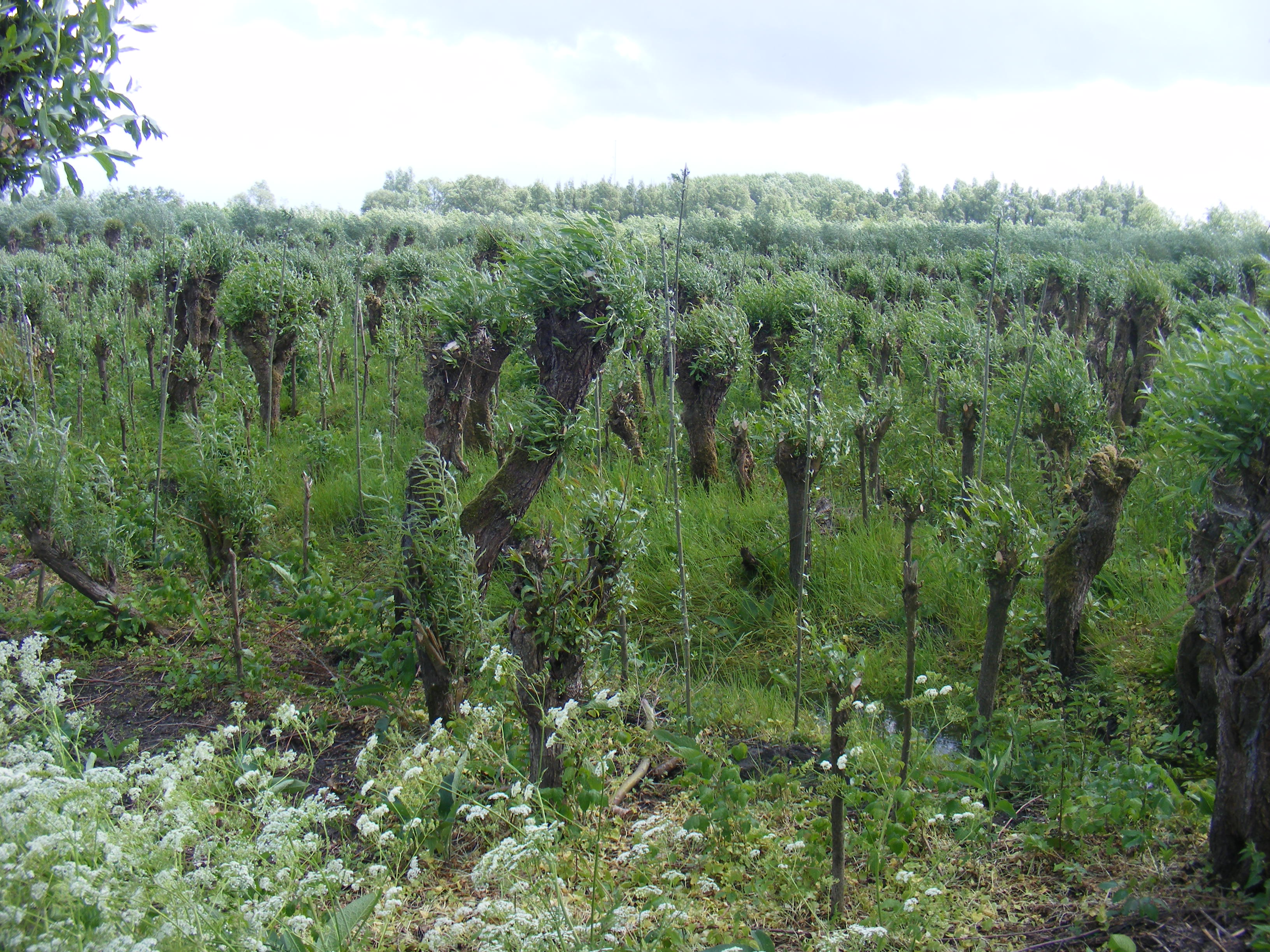
Knotwilgen in de grienden van De Biesbosch

Een knotwilg is een wilg die enkele jaren na te zijn geplant, op circa 1,5-2 m hoogte wordt afgezaagd. Daarna wordt de boom iedere drie tot zes jaar geknot door de nieuw uitgelopen takken weg te nemen. De verdikking aan de basis van de uitlopers vormt de knot waaraan de knotwilg zijn naam dankt. 
De knotwilg wordt traditioneel op grote schaal in laaggelegen gebieden aangeplant langs wegen en sloten. Ze leverden geriefhout en verstevigden met hun wortels bermen en oevers. Om de in het landschap door de mens gevormde karakteristieke rijen met knotwilgen te behouden als landschapselement dienen deze met regelmaat te worden geknot, wat vaak gebeurt door vrijwilligers. Een knotwilg kan bij geregeld onderhoud zo'n honderd jaar oud worden.
Aanplantingen waar de wilg op maximaal 50 cm hoogte geknot is worden grienden genoemd. De kweek van wilgentenen werd in vaak buitendijks aan de grote rivieren gelegen grienden op grote schaal bedreven. De takken die daar aan knotwilgen groeiden zijn waterloten van de katwilg. Ze werden gebruikt voor vlechtwerk en rijshout. De vraag daarnaar is door verminderd gebruik sterk afgenomen. 
In de humusrijke knot van oudere bomen kunnen ook planten groeien en broeden soms eenden. Snelgroeiende planten als gewone vlier of lijsterbes kunnen zo een knotwilg laten splijten.
Overigens werden niet alleen wilgen als knotboom ingezet, men benutte onder meer zwarte els, es, populier en zomereik als knotboom.